# Qualificazioni alla Coppa del Mondo di rugby 2023 - Asia e Oceania
Le qualificazioni asiatiche e oceaniane alla Coppa del Mondo di rugby 2023 si tennero tra il 2021 e il 2022 e riguardarono 6 squadre nazionali (tre dall'Asia e altrettante dall'Oceania) che dovettero esprimere due qualificate direttamente alla Coppa e destinarne un’altra ai ripescaggi
Alla Coppa del Mondo di rugby 2023 furono ammesse di diritto le dodici migliori squadre dell’edizione del 2019 (ovvero le prime tre classificate di ognuno dei quattro gironi della fase iniziale del torneo); per quanto riguarda le squadre oceaniane l'Australia, la Nuova Zelanda e Figi erano esonerati dalla trafila delle qualificazioni in quanto ammessi di diritto alla Coppa del 2023.
Dal lato oceaniano le qualificazioni avrebbero dovuto coinvolgere inizialmente sette squadre, cinque delle quali impegnate nel campionato continentale da tenersi nel 2021 a Port Moresby, in Papua Nuova Guinea; tuttavia la recrudescenza in tale Paese di casi di COVID-19 costrinse Oceania Rugby ad annullare la competizione, e a inviare alle qualificazioni la miglior classificata nel ranking World Rugby tra le partecipanti al torneo, le Isole Cook.
L'accesso diretto alla competizione per la zona oceaniana fu appannaggio di Samoa; nello spareggio asiatico/pacifico ebbe la meglio Tonga su Hong Kong, la quale accedette altresì ai ripescaggi.

## Criteri di qualificazione
- Primo turno (giugno-luglio 2021). Originariamente avrebbe dovuto consistere nella disputa del campionato oceaniano 2021 in Papua Nuova Guinea tra la squadra di casa, le Isole Cook, Niue, Tahiti e Isole Salomone, ma l'insorgenza di nuovi casi nel Paese ospitante indusse Oceania Rugby ad annullare la competizione, la cui vincitrice avrebbe dovuto prendere parte allo spareggio Asia/Pacifico contro la perdente del play-off asiatico[2]. Per effetto di ciò, World Rugby avanzò automaticamente a tale turno la migliore delle sei nel proprio ranking, ovvero le isole Cook. Il primo turno divenne così la disputa del play-off oceaniano per l'accesso diretto alla Coppa del Mondo come Oceania 1 tra Samoa e Tonga. La squadra sconfitta di tale incontro incontrò le Isole Cook per lo spareggio di ammissione al play-off asiatico/pacifico[1].
- Secondo turno (luglio 2021): spareggio continentale tra la sconfitta del primo turno e le Isole Cook. La vincitrice fu ammessa al quarto turno.
- Terzo turno (giugno-luglio 2022): campionato asiatico 2022, tenutosi tra Corea del Sud, Hong Kong e Malaysia. La squadra campione d'Asia fu ammessa allo spareggio Asia/Pacifico contro la squadra vincitrice del secondo turno.
- Quarto turno (luglio 2022): spareggio Asia/Pacifico tra le due squadre uscite dai due precedenti turni. La vincitrice accedette alla Coppa del Mondo come Asia/Pacifico, la squadra sconfitta fu destinata ai ripescaggi[1].

## Schema di qualificazione
| Primo turno                        | Secondo turno                                            | Terzo turno                                                     | Quarto turno                                  | Qualificate                                                                  | Ripescaggi               |
| ---------------------------------- | -------------------------------------------------------- | --------------------------------------------------------------- | --------------------------------------------- | ---------------------------------------------------------------------------- | ------------------------ |
| Play-off Oceania 1 - Samoa – Tonga | Spareggio oceaniano - Isole Cook – Sconfitto primo turno | Campionato asiatico 2022 - Corea del Sud - Hong Kong - Malaysia | - Campione asiatico – Vincitore secondo turno | - Vincitore primo turno (Oceania 1) - Vincitore quarto turno (Asia/Pacifico) | - Sconfitto quarto turno |

## Primo turno
Per motivi sanitari il play-off si tenne in Nuova Zelanda e vide la predominanza netta di Samoa, vittorioso in entrambe le gare: in quella d'andata con il punteggio di 42-13 e in quella di ritorno 37-15.
| Arbitro: | Ben O'Keeffe |

|                                                  |      |                  |
| Niuia 46’ Motuga 50’ Taefu 56’ Fidow 63’ Ili 78’ | mt   | 54’ Taulani      |
| Taefu 46’, 56’, 63’ Leuila 78’                   | tr   | 54’ Takalua      |
| Taefu 23’, 36’, 43’                              | c.p. | 17’, 60’ Takulua |

| Arbitro: | Paul Williams |

|                              |      |                                              |
| Fonokalafi 51’ Tuipulotu 56’ | mt   | 26’ Fidow 38’ Taumateine 73’ Ili 79’ Tuiloma |
| Faiva 51’                    | tr   | 26’, 73’, 79’ Taefu                          |
| Faiva 4’                     | c.p. | 9’, 13’, 43’ Taefu                           |

### Esito del primo turno
- Samoa: ammessa alla Coppa del Mondo come Oceania 1
- Tonga: allo spareggio oceaniano

## Secondo turno
Anche il play-off continentale per accedere allo spareggio della zona Asia/Pacifico si tenne in Nuova Zelanda, in gara singola, una settimana dopo la gara che decise la zona oceaniana.
A Pukekohe Tonga batté, secondo pronostico, le Isole Cook per 54-10.
| Arbitro: | Graham Cooper |

|                                                                            |      |                 |
| Fifita 18’ Vaka 24’ Tuipulotu 36’, 55’ Faiva 39’ Takulua 43’, 48’ Mahe 66’ | mt   | 27’ Tou         |
| Faiva 18’, 24’, 36’, 43’, 48’, 55’, 66’                                    | tr   | 27’ To. Sopoaga |
|                                                                            | c.p. | 10’ To. Sopoaga |

### Esito del secondo turno
- Tonga: allo spareggio Asia/Pacifico

## Terzo turno

### Esito del terzo turno
- Hong Kong: allo spareggio Asia/Pacifico

## Quarto turno
Lo spareggio Asia/Pacifico si tenne a Sunshine Coast, in Queensland, tra i campioni d'Asia di Hong Kong e la superstite oceaniana Tonga, emersa come miglior non qualificata direttamente per la sua regione; gli isolani ebbero la meglio vincendo 44-22 qualificandosi direttamente e mandando Hong Kong ai ripescaggi.
| Arbitro: | Damon Murphy |

|                                                              |      |                          |
| Takulua 15’, 25’, 42’ Fisi’ihoi 47’ Veainu 60’ Tuitavuki 62’ | mt   | 18’ Post 77’, 80’ Worley |
| Havili 15’, 25’, 60’, 62’                                    | tr   | 77’, 80’ McNeish         |
| Havili 11’, 35’                                              | c.p. | 30’ McNeish              |

### Esito del quarto turno
- Tonga: ammessa alla Coppa del Mondo come Asia/Pacifico
- Hong Kong: ai ripescaggi

## Quadro generale delle qualificazioni
| Primo turno                        | Secondo turno                            | Terzo turno                                                     | Quarto turno        | Qualificate                                 | Ripescaggi  |
| ---------------------------------- | ---------------------------------------- | --------------------------------------------------------------- | ------------------- | ------------------------------------------- | ----------- |
| Play-off Oceania 1 - Samoa – Tonga | Spareggio oceaniano - Isole Cook – Tonga | Campionato asiatico 2022 - Corea del Sud - Hong Kong - Malaysia | - Hong Kong – Tonga | - Samoa (Oceania 1) - Tonga (Asia/Pacifico) | - Hong Kong |